# انتشارات گام نو
انتشارات گام نو از ناشران فعال ایرانی است که در سال ۱۳۷۷ تأسیس شده است و به چاپ کتاب‌های سیاسی، ادبی، تاریخی، اجتماعی و فلسفی می‌پردازد. مدیریت این انتشارات را علیرضا رجایی بر عهده دارد.

## سیاست‌ها، دیدگاه‌ها و برنامه‌ها
انتشارات گام نو مستعد بودن فضاي انديشه در ايران را امري مسلم می‌داند. بر این اساس، اگر به سوي بازكردن فضاي انديشه گام برداريم، بايد در انتظار يك رنسانس بزرگ فكري باشيم. تحقق اين امر مستلزم ماندن جوانان در ايران و ادامه فعاليت‌هايشان در عين حفظ استقلال است. اكنون موج وسيعي از جوانان علاقه‌مند به تفكر در كشور به چشم مي‌خورد كه بايد استقلال فكري‌شان به رسميت شناخته شود. دیگر این که نبايد مدام سوال «تفكر به چه كاري مي‌آيد؟» را تكرار كرد، زيرا تنها در صورت نهادينه شدن آن در جامعه است كه به كاركردهاي آن واقف خواهيم شد. به تعبيري «فلسفه دير مي‌آيد، اما ورودي همه جانبه دارد و دگرگوني‌ اساسي ايجاد خواهد كرد». بايد در برابر تفكر با صبر برخورد كرد. به قول هگل، «تفكر جغدي است كه شبانگاه زمانه وارد مي‌شود»، يعني زماني كه انتظار آن نمي‌رود. علي‌الاصول مميزي در هيچ حوزه فرهنگي قابل پذيرش نيست؛ مگر در مواردي كه ممكن است باعث نوعي تحريك و برانگيختگي وسيع اجتماعي شود كه معمولاً اين‌گونه موارد هم در قانون لحاظ شده است. گاهي يك جريان سياسي به دليل حساسيت‌هايي كه براي خودش وجود دارد به اعمال سانسور مي‌پردازد و محيط نشر فرهنگي را محدود مي‌كند كه مورد قبول نيست و فقط در موارد خاص كه در همه جاي دنيا هم پيش مي‌آيد، اين امر قابل پذيرش است. اين حساسيت‌ها ممكن است بيشتر حساسيت‌هاي اخلاقي باشد كه با نشر بعضي از افكار ايجاد مي‌شود. نوع سانسور اعمال شده در كتاب‌ها اغلب سياسي است. معيار مميزي بايد حساسيت‌هاي اجتماعي بر اساس عرف باشد.

## مقررات و قوانین
عمده کتاب‌های ترجمه به فارسی در انتشارات گام نو بر اساس قرارداد کپی‌رایت و دریافت مجوز از ناشران اصلی از زبان‌های دیگر به خصوص فرانسوی، آلمانی و انگلیسی به فارسی ترجمه و در ایران منتشر شده‌اند.

## فعالیت‌ها
انتشارات گام نو چاپ و انتشار آثاری از زیگموند فروید، کارل مارکس، پل ریکور، رولان بارت، نوربرت الیاس، تئودور آدورنو، ژیل دلوز، هربرت مارکوزه، ادموند هوسرل، موریس بلانشو، آنه ماری شیمل، ماکس هورکهایمر، لودویک ویتگنشتاین، آلن تورن، جورجو آگامبن، آلبر کامو، ژان فرانسوا لیوتار، ژاک دریدا، والتر بنیامین، اسلاوی ژیژک، فردریک جیمسون و علی شریعتی را در کارنامه خود دارد. فعالیت این انتشارات در سال ۱۳۹۰ متوقف شد. علیرضا رجایی مدیر انتشارات گام نو از اردیبهشت سال ۱۳۹۰ به اتهام «اقدام علیه امنیت ملی» و «فعالیت تبلیغی علیه نظام» تا آبان ۱۳۹۴ را در زندان اوین گذراند و دادگاه انقلاب او را به پنج سال محرومیت از حقوق اجتماعی محکوم کرد. انتشارات گام نو از سال ۱۳۹۵ دوباره به فعالیت‌های خود در نشر کتاب ادامه داده است و آثار پیشین خود را تجدید چاپ کرده است. هم‌چنین، از مهم‌ترین فعالیت‌های آن در دوره جدید می‌توان به چاپ و انتشار آثاری از هانا آرنت، اریک الین رایت، جودیت باتلر، پی‌یر بوردیو، مارتین هایدگر و مقصود فراستخواه اشاره کرد.